# داي أفتر داي
«داي أفتر داي» (بالإنجليزية: Day After Day)‏، هي أغنية لفرقة الهارد روك البريطانية ديف ليبارد من ألبومها لعام 1999، يوفوريا. وصلت للمرتبة 22 على لوائح الروك السائد الأمريكية.